# Stadtmuseum Aš
Das Museum Aš Völkerkunde und Textilmuseum (tschechisch Muzeum Aš Národopisné a textilní muzeum) befindet sich in dem restaurierten Nachfolgebau des Fabrikanten Klaubert, der das Gebäude an der Stelle des ehemaligen Schlosses der Familie von Zedtwitz neben der St.-Nikolaus-Kirche errichten ließ. Auf dem Schlossberg befinden sich Spuren der ehemaligen Wehrmauern, die in einer Parkanlage und über Fußgängerwege zugänglich sind. Auf dem Außengelände des Museums sind Grabmäler des früheren evangelischen Friedhofs als Teil eines Lapidariums ausgestellt.
Das Museum befasst sich mit der Geschichte der Stadt und der näheren Umgebung (siehe auch Ascher Ländchen). Zu den Ausstellungsobjekten zählen mehrere Steinkreuze und Graphiken von weiteren Steinkreuzen aus der Umgebung. Von dem Adelsgeschlecht der Zedtwitz sind mehrere Epitaphien erhalten geblieben, die sich ursprünglich im Umfeld der evangelischen Kirche, die 1960 einem Brand zum Opfer fiel, befanden. Der historische Stadtkern ist als Modell nachgebaut. Unter anderem sind von den zahlreichen Denkmälern der Stadt Entwurfsskizzen des Goethedenkmals zu sehen. Produkte, Firmengeschichte und Produktionsmittel veranschaulichen die Phase der Industrialisierung. Dazu gehören der Grundriss und Ansichten des Bahnhofs.
1986 eröffnete man eine Ausstellung zur Entwicklung der regionalen Textilindustrie von den Anfängen der Textiltechnik (Spinnerei, Weberei, Strickerei, Färberei) bis in die Mitte des 20. Jahrhunderts. Die Exponate der Webstühle und Strickmaschinen sind funktionsfähig. Einen weiteren Schwerpunkt bildet neben der Handschuhherstellung die Kleidermode vom Ende des 19. bis zum Anfang des 20. Jahrhunderts.